# Clancy (Montana)
Clancy is een plaats (census-designated place) in de Amerikaanse staat Montana, en valt bestuurlijk gezien onder Jefferson County.

## Demografie
Bij de volkstelling in 2000 werd het aantal inwoners vastgesteld op 1406.

## Geografie
Volgens het United States Census Bureau beslaat de plaats een oppervlakte van
92,6 km², geheel bestaande uit land. Clancy ligt op ongeveer 1293 m boven zeeniveau.

## Plaatsen in de nabije omgeving
De onderstaande figuur toont nabijgelegen plaatsen in een straal van 16 km rond Clancy.